# Arie Haan
Adrianus ("Arend" or "Arie") Haan (Finsterwolde, província de Groningen, 16 de novembro de 1948) é um ex-futebolista e atual treinador holandês. Atualmente comanda o Tianjin Teda, da China.

## Carreira
Como jogador, jogou em clubes como AFC Ajax, R.S.C. Anderlecht, Standard Liège e PSV Eindhoven, tendo participado em sete finais da Taça dos Campeões Europeus, das quais ganhou cinco. Participou em 35 jogos ao serviço da Selecção dos Países Baixos.

## Títulos

### Jogador
Ajax
- Eredivisie: 1970-71, 1971-72, 1972-73
- KNVB Cup: 1969-70, 1970-71, 1971-72
- Liga dos Campeões da Europa: 1970-71, 1971-72,  1972-73
- Supercopa da UEFA: 1973
- Mundial de Clubes: 1972

Anderlecht
- Copa da Bélgica: 1975–76
- Jupiler League: 1980–81
- Taça dos Clubes Vencedores de Taças: 1975-76, 1977-78
- Supercopa da UEFA: 1976, 1978

Standard de Liege
- Jupiler League: 1981-82, 1982-83

Seiko
- Liga da Primeira Divisão de Hong Kong: 1984-85

Seleção Holandesa
- Copa do Mundo FIFA:1974 e 1978 - Vice campeão
- Eurocopa: 1976 - Terceiro Lugar
- Torneio de Paris de Futebol: 1978

### Treinador
Anderlecht
- Jupiler League: 1985-86

Standard de Liege
- Copa da Bélgica: 1992-93

Tianjin Teda
- Copa da China: 2011